# 13497 Ronstone
13497 Ronstone este un asteroid din centura principală de asteroizi.

## Descriere
13497 Ronstone este un asteroid din centura principală de asteroizi. A fost descoperit pe 5 martie 1986 la Stația Anderson Mesa de Edward L. G. Bowell. Asteroidul prezintă o orbită caracterizată de o semiaxă mare de 2,32 ua, o excentricitate de 0,23 și o înclinație de 23,4° în raport cu ecliptica.